# Donationskyrkogården

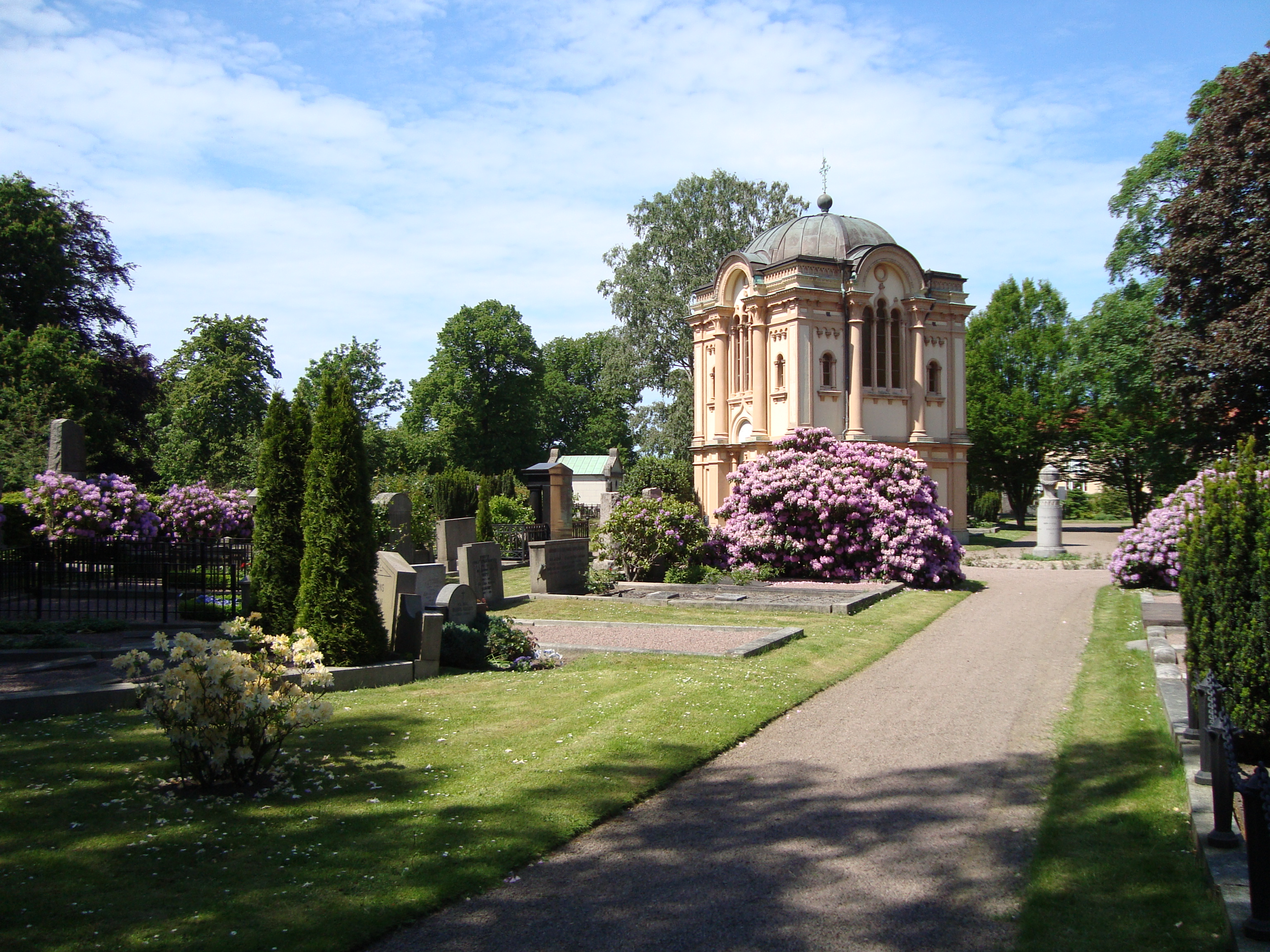
Donationskyrkogården med Banckska mausoleet.

Donationskyrkogården är en begravningsplats i Helsingborg, belägen på landborgen strax ovanför Gamla kyrkogården. Sitt namn har kyrkogården fått av att marken som kyrkogården ligger på donerades till Helsingborgs stad av ägaren av den närbelagda Essenska villan, konsul Nils Persson för att användas som just kyrkogård. Marken låg mellan de två äldre kyrkogårdarna Gamla kyrkogården, nedanför landborgen i väster och Nya kyrkogården, belägen på andra sidan om Prins Kristians gata i öster.

## Utformning
Kyrkogården har en yta på 10 000 m² och är uppbyggd av strikta grusgångar med inslag av rhododendron och andra blomsterbuskar, enar och skuggande träd. Donationskyrkogården är i förbindelse med Gamla kyrkogården genom en ringlande terrasserad del med gravvårdar i den branta landborgen. I sin tidiga historia hade kyrkogården en exklusiv prägel, där de mest välbemedlade medborgarna i staden valde att begrava sig. Centralt placerad på kyrkogården står en obelisk, utformad av arkitekt Gustav W. Widmark, varpå man kan läsa följande inskription:
| ” | Till minnet av denna kyrkogårds donatorer konsul och fru Persson restes denna sten den 26 april 1937 av Helsingborgs samfällda kyrkoråd. Genom att bereda de döda en viloplats främjade donatorerna de levandes väl. | „ |

Kyrkogården innehåller ett flertal gravvårdar från 1900-talets början fram till idag. Unikt för kyrkogården är de mausoleer som uppförts här, totalt fyra stycken. De första mausoleerna uppfördes 1908 över Nils Perssons och Bror A. Bancks hustrur, som båda avled det året.

## Mausoleer
- Familjen Bancks mausoleum är det mest udda mausoleet på Donationskyrkogården. Byggnaden ritades av den tyske arkitekten Carl Müngersdorff och har på Bancks anmodan hämtat sin inspiration från den ortodoxa rysk-grekiska kyrkan i Wiesbaden. Det består av en fyrkantig bas, med absidliknande utskjutande byggnadsdelar krönta av halvkupor på tre av mausoleets fasader och i den fjärde är entréporten placerad. Fasaderna är putsade i ljusgul och sandfärgad puts. Ursprungligen hade mausoleet fyra hörntorn och ett centraltorn krönta av lökkupoler och spiror, med dessa togs senare bort under en renovering och nu består mausoleets tak endast av en kopparklädd kupol krönt av ett kors.
- Familjen Perssons mausoleum är uppförd i en mycket mer enkel och klassisk mausoleumstil med grå puts och kvaderstensimitationer. Det har en jugendinspirerad huvudgavel.
- Familjen Peyrons mausoleum är även det i samma enkla stil, men skiljer sig genom att det istället har en klassicistisk huvudgavel.
- Familjen Silverskjöld-Banérs mausoleum liknar de två närmast ovanstående och har liksom det ovanstående en klassicistisk huvudgavel.

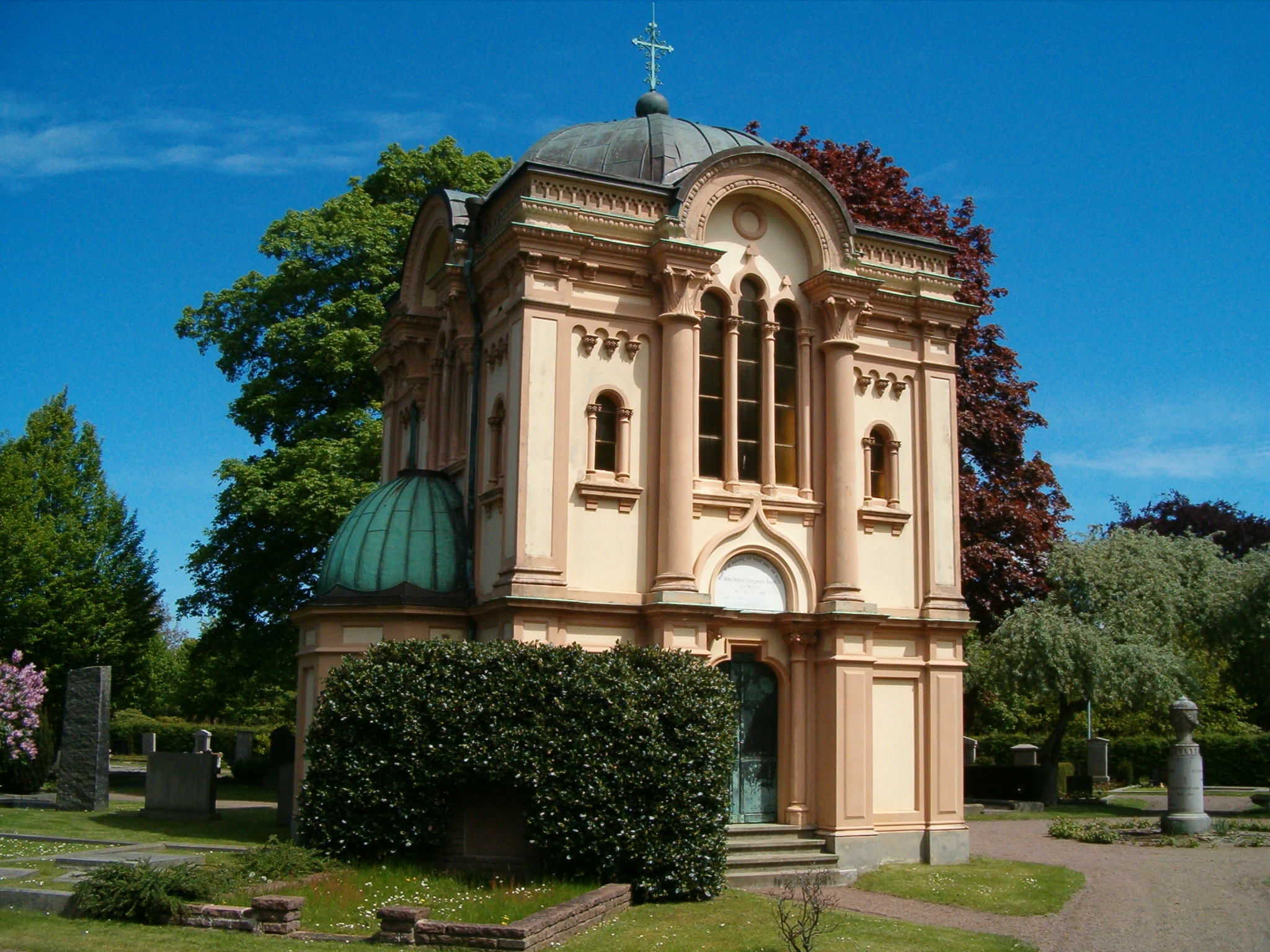
Familjen Bancks mausoleum.
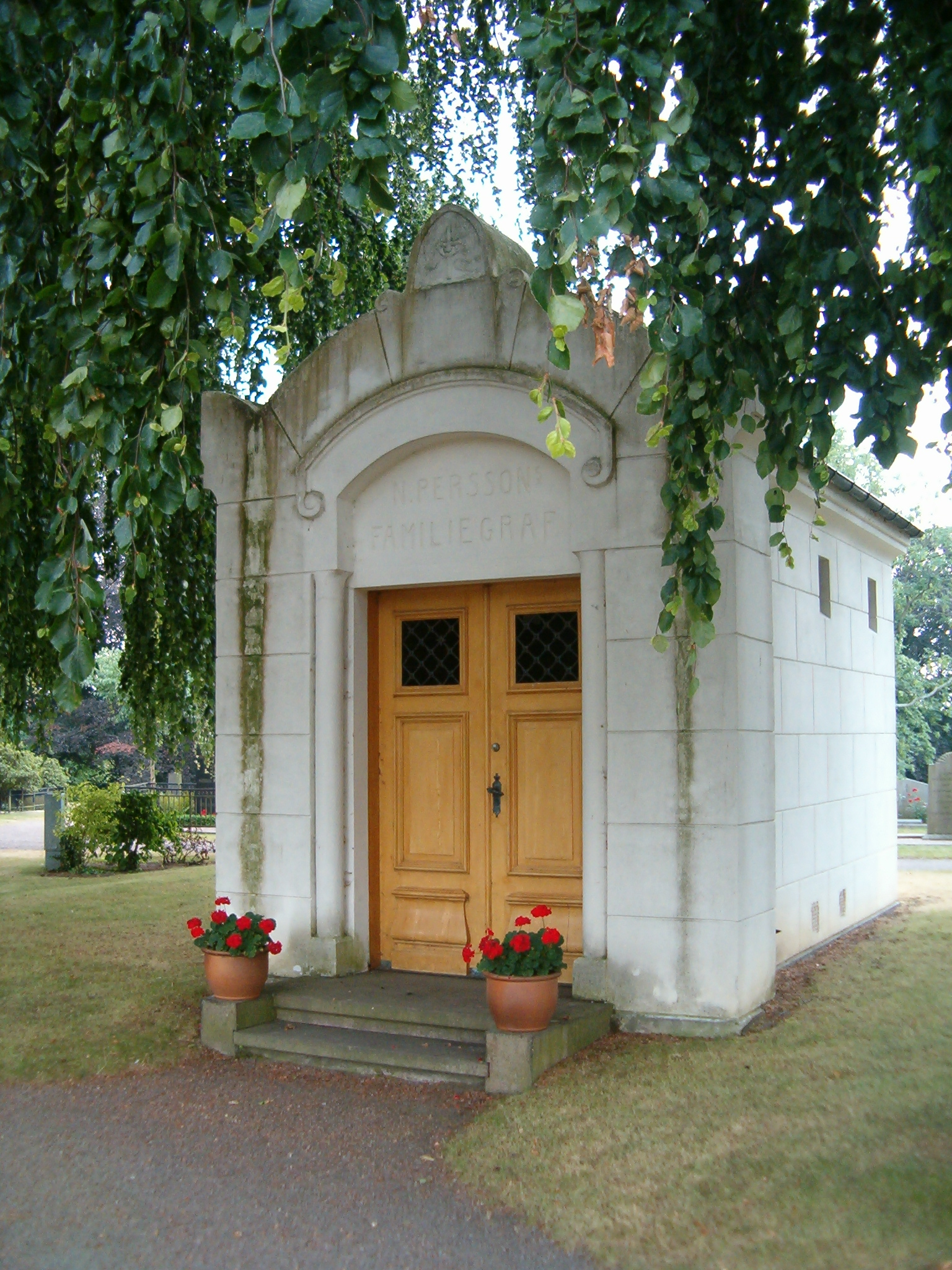
Familjen Perssons mausoleum.
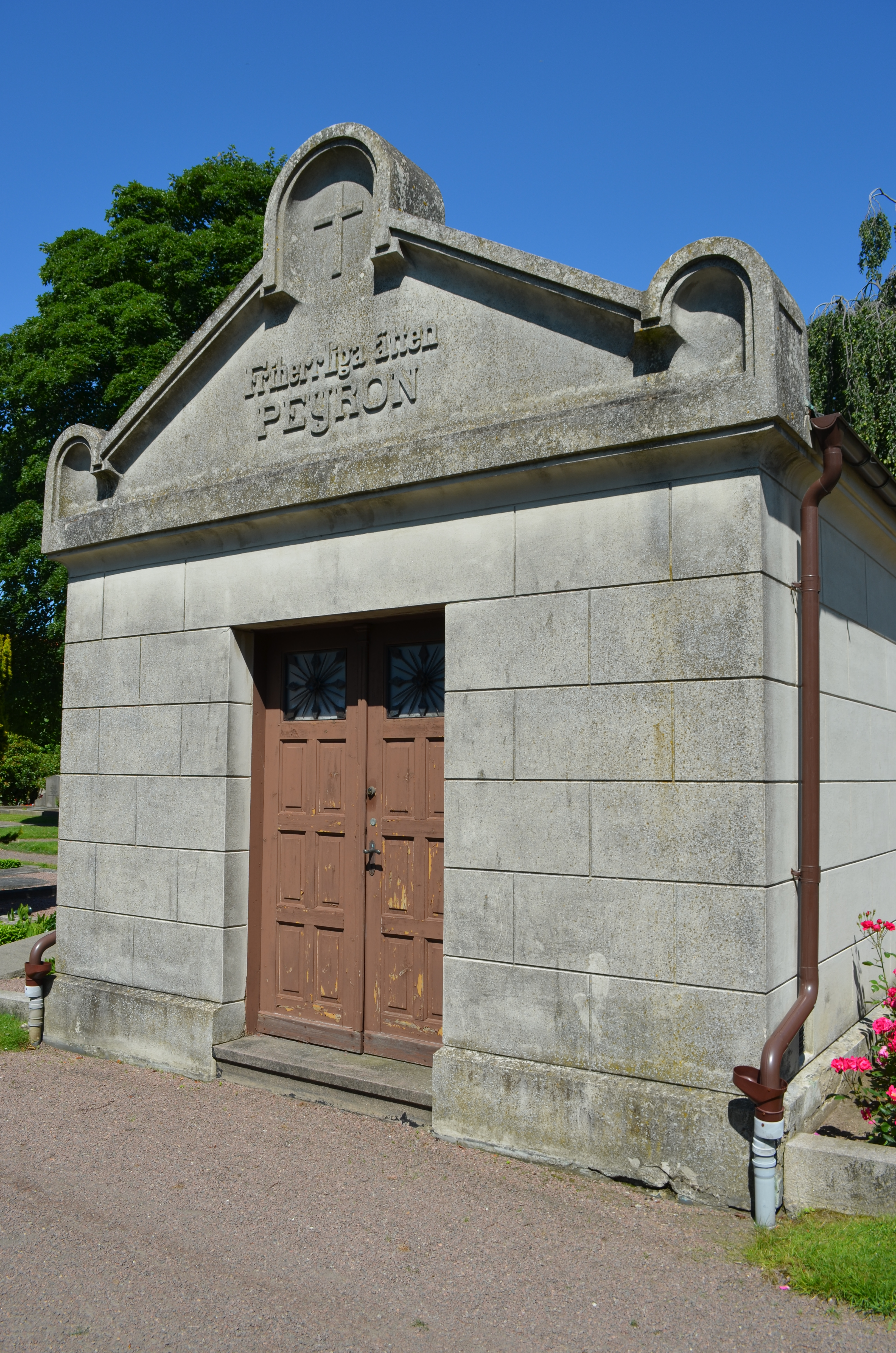
Familjen Peyrons mausoleum.
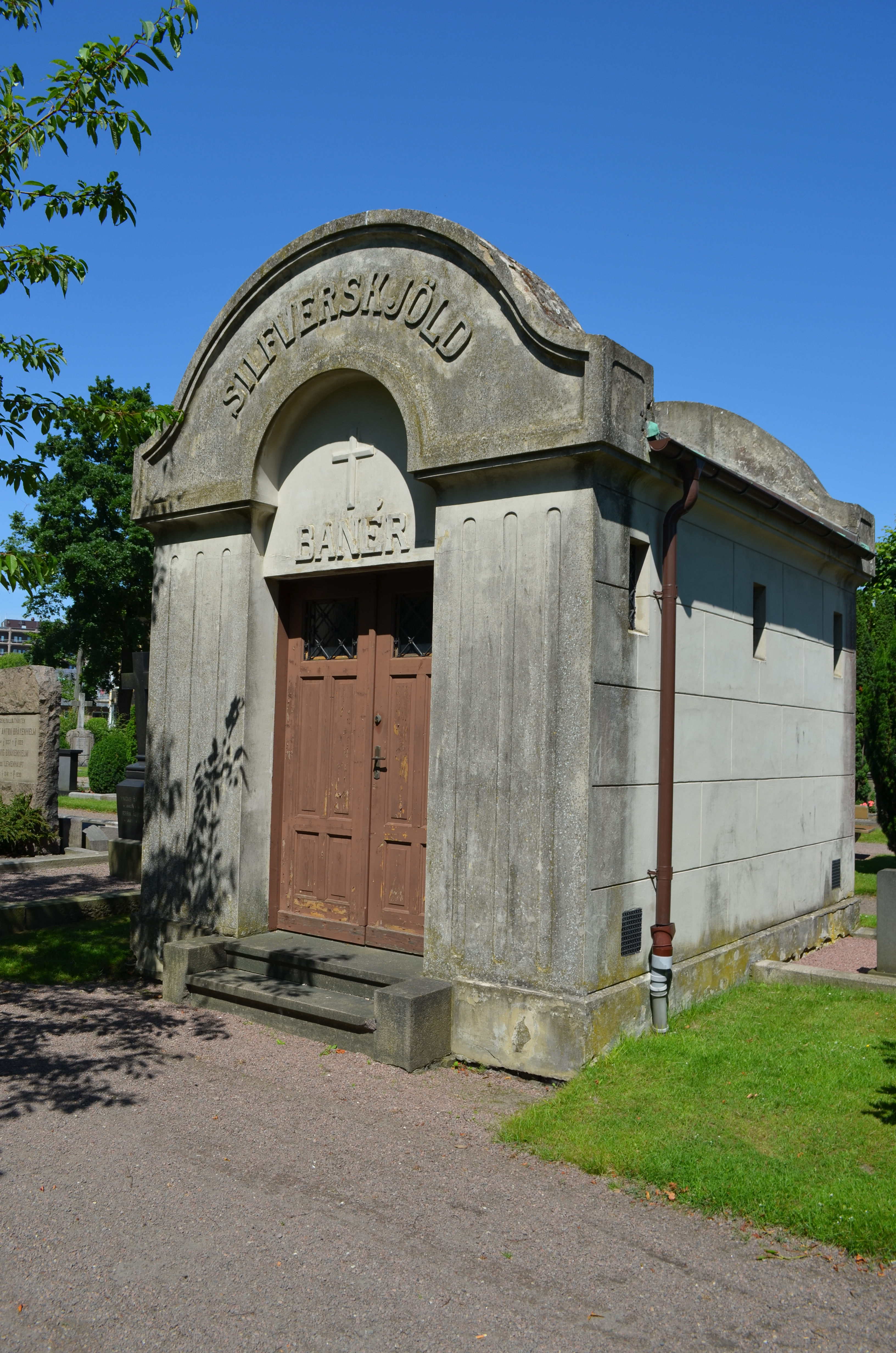
Familjen Silverskjöld-Banérs mausoleum.

## Kända personer som vilar på kyrkogården

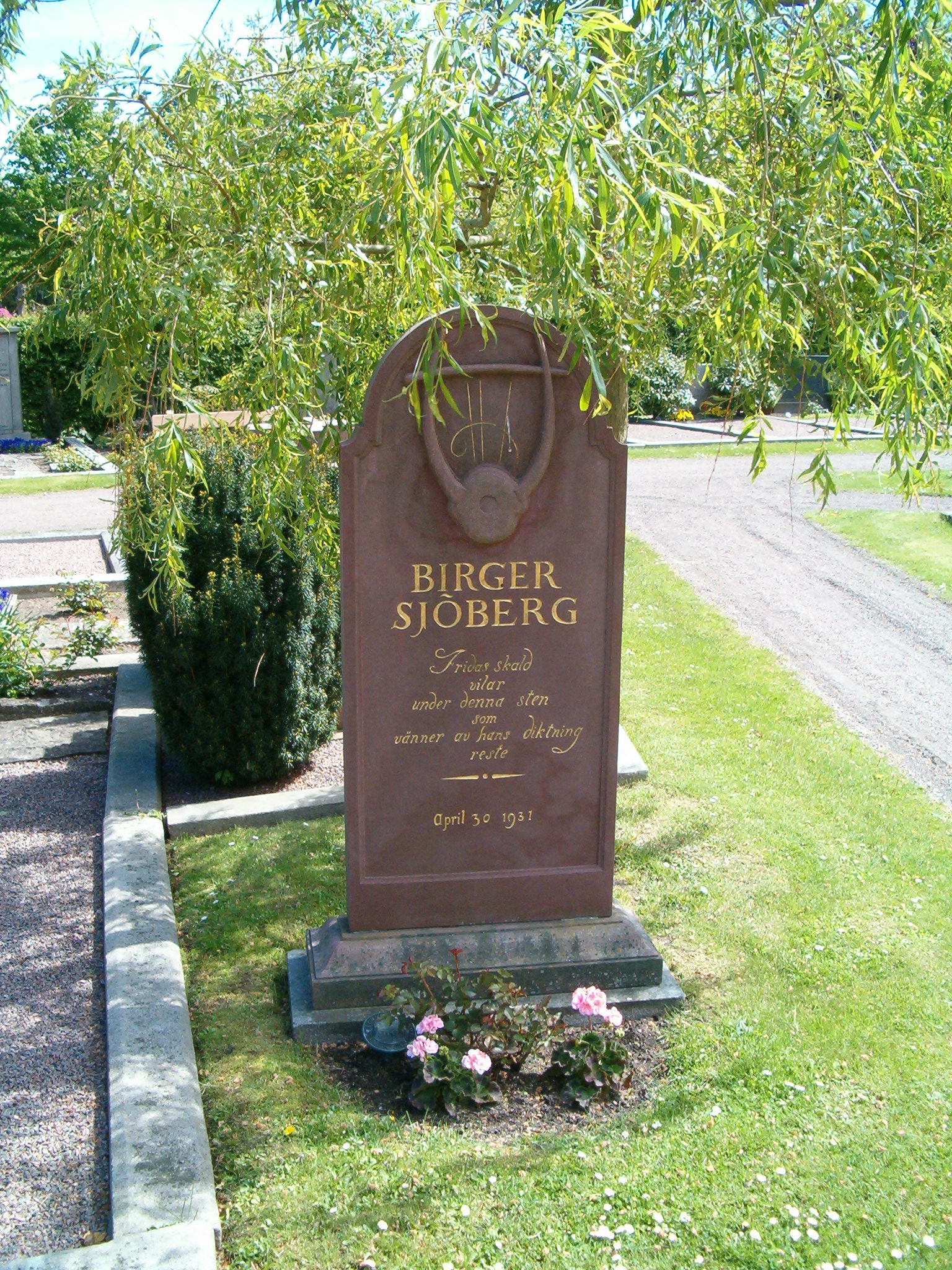
Birger Sjöbergs grav

Flera för Helsingborg betydelsefulla personer, liksom en del rikskända personligheter, har sin viloplats i någon av kyrkogårdens gravvårdar:
- Gotthard Wachtmeister (1834–1920), greve och landshövding.
- Carl Lewenhaupt (1835–1906), greve, diplomat och politiker, Sveriges utrikesminister 1889–1895.
- Nils Persson (1836–1916), konsul och företagsman
- Malte Sommelius (1851–1922), affärsman. Gravvården är utförd av Carl Milles.
- Henry Dunker (1870–1962), disponent och donator
- Birger Sjöberg (1885–1929), författare. Gravvården är utförd av Eigil Schwab.
- Karl-Ragnar Gierow (1904–1982), författare, Svenska Akademiens ständige sekreterare 1964-1977. Gravvården är rest av Svenska Akademien.